# Aneilema hirtum
Aneilema hirtum är en himmelsblomsväxtart som beskrevs av Achille Richard. Aneilema hirtum ingår i släktet Aneilema och familjen himmelsblomsväxter. Inga underarter finns listade.